# 爱德华·巴苏林
爱德华·亚历山德罗维奇·巴苏林（羅馬化：Eduard Aleksandrovich Basurin；1966年6月27日—）是顿涅茨克人民共和国武装力量副总指挥官、发言人，上校军衔。2018年10月1日撤销国防部职位之前，他是顿涅茨克人民共和国国防部副部长。2014年起，他担任炮兵部队卡利米乌斯旅的政委。